# Симоненко Володимир Михайлович
Володимир Михайлович Симоненко (7 серпня 1921, Вітебськ — 24 жовтня 1985, Чернівці) — український радянський живописець; член Спілки радянських художників України з 1967 року.

## Біографія
Народився 7 серпня 1921 року в місті Вітебську (нині Білорусь). Протягом 1944—1950 років навчався в Одеському художньому училищі, був учнем Леоніда Мучника, Миколи Павлюка, Михайла Поплавського. Був членом КПРС.
У Чернівцях з 1950 року. Мешкав у будинку на вулиці Леніна, № 96, квартира № 2. Помер у Чернівцях 24 жовтня 1985 року.

## Творчість
Працював у галузі станкового живопису, писав портрети, жанрові картини. Серед робіт:
- «Гостинці з саду» (1960-ті);
- «Заклик до братання» (1960);
- «Художник Олександр Плаксій» (1962);
- «Рідна мова» (1964);
- «Самодіяльний композитор Степан Сабадаш» (1965);
- «Будівельник» (1965);
- «Василь Михайлюк» (1967);
- «Верховинець» (1979).

Брав участь у республіканських виставках з 1963 року. Персональна виставка відбулася у Чернівцях у 1981 році та у 2011—2012 роках посмертна у Чернівецькому художньому музеї
Окремі роботи зберігаються у Чернівецькому художньому музеї.